# Rivula ochracea
Rivula ochracea là một loài bướm đêm trong họ Erebidae.